# Wallonie
Wallonie (tiếng Anh: Wallonia, tiếng Đức: Wallonie(n), tiếng Hà Lan: Wallonië, tiếng Wallon: Waloneye) là khu vực chủ yếu nói tiếng Pháp ở miền nam nước Bỉ. Vùng này chiếm 55% diện tích và 33% dân số toàn nước Bỉ. Wallonie có chính quyền riêng và hầu hết vùng, cùng với Bruxelles, do Cộng đồng nói tiếng Pháp quản lý. Một thiểu số nói tiếng Đức ở phía đông của vùng tại thành Cộng đồng nói tiếng Đức tại Bỉ với chính quyền và nghị viện riêng để quyết định các vấn đề liên quan tới văn hóa. Wallonie là tên gọi tắt của Vùng Wallonie.
Trong cách mạng Công nghiệp, Wallonie chỉ theo sau Anh Quốc trong công nghiệp hóa, lợi dụng được các trầm tích than đá và quặng sắt. Điều này mang đến cho vùng sự hưng thịnh, và từ thế kỷ 19 đến giữa thế kỷ 20, Wallonie là một nửa thịnh vượng hơn của Bỉ. Từ sau Thế chiến II, tầm quan trọng của công nghiệp nặng đã giảm mạnh, và vùng Flemish đã vượt qua Wallonie về mặt giàu có. Wallonie nay phải trải qua tình trạng tỷ lệ thất nghiệp cao với một GDP đầu người thấp hơn đáng kể so với Flanders. Sự khác biệt về kinh tế và ngôn ngữ giữa hai vùng là nguyên nhân chính gây ra mâu thuẫn chính trị tại Bỉ.
Thủ phủ của Wallonie là Namur và khu đô thị lớn nhất là Liège và khu tự quản đông dân nhất là Charleloi. Hầu hết các thành phố lớn của Wallonie và 2/3 dân số cả vùng sống dọc theo thung lũng Sambre và Meuse, từng là sức mạnh kinh tế của Bỉ. Phía bắc của vùng nằm trên Cao nguyên Trung Bỉ và cũng như Flander, có địa hình bằng phẳng và phì nhiêu phù hợp với nông nghiệp. Phía đông nam nằm trên Arrdennes, khu vực này thưa dân và có nhiều đồi núi. Ranh giới Wallonie với Flanders và Hà Lan nằm ở phái bắc, Pháp ở phía nam và tây, còn Đức và Luxembourg ở phía đông.

## Thuật ngữ
Từ Wallonie có nhiều nghĩa khác nhau trong những ngữ cảnh khác nhau. Chính quyền vùng đã đổi tên vùng thành Vùng Walloon và gọi tắt là Wallonie. Trước ngày 1 tháng 4 năm 2010, khi việc đổi tên có hiệu lực, Wallonie thỉnh thoảng có thể được dùng để đề cập đến lãnh thổ do Vùng Waloon quản lý, trong khi Vùng Walloon đề cập một cách rõ ràng đến chính quyền. Trong thực tiễn, sự khác biệt về ý nghĩa giữa hai tên gọi là rất nhỏ.
Nguồn gốc của từ Wallonie, cũng giống như các từ Wales, Cornwall và Wallachia, là xuất phát từ "Walha" trong tiếng German (ngôn ngữ tổ của tiếng Đức và nhiều ngôn ngữ khác), có nghĩa là Người xa lạ. Wallonie được đặt tên theo Walloon, tức những người Hà Lan Burgund nói các ngôn ngữ La Mã. Vào thời Trung cổ trong tiếng Hà Lan và Pháp, từ Walloon cũng dùng để chỉ những người nói tiếng Pháp Prince-Bishopric de Liège hay toàn bộ số dân thần phục La Mã thời cổ ở Vùng đất Thấp.

## Lịch sử
Julius Cesar đã chính phục Gaul năm 57 TCN. Vùng đất Thấp trở thành một phần của tỉnh Gallia Belgica lớn hơn và kéo dài từ Thụy Sĩ cho đến Hà Lan ngày nay. Dân cư trong lãnh thổ này là người Celt và chịu ảnh hưởng mạnh của người German, nhất là ở khu vực phía bắc. Gallia Belgica bắt đầu dân bị La Mã hóa. Tổ tiên của người Waloon đã trở thành người Gallia-La Mã và những người German láng giềng đã gọi họ là "Walha". Người "Walha" ruồng bỏ các phương ngữ Celt của họ và bắt đầu nói tiếng Latinh Vulgar.
Người Meroving đã dần dần giành được quyền kiểm soát khu vực trong thế kỷ 5, dưới thời Clovis. Cùng với sự tan rã của Đế quốc La Mã, tiếng Latinh Vulgar đã phát triển theo nhiều hướng và tiến hóa thành một vài hình thái ngôn ngữ của langue d’oïl, trong đó tại Wallonie có Picard, Walloon và Lorrain. Các văn bản cổ xưa được tìm thấy đã được viết bằng một ngôn ngữ langue d’oïl, Sequence của Saint Eulalia, tiêu biểu cho ba ngôn ngữ trong vùng và giống như đã được viết tại hoặc gần Wallonie ngày nay từ khoảng năm 880 CN. Từ thế kỷ 4 đến thế kỷ 7, người Frank đã thành lập một số khu định cư, hầu như chắc chắn là ở phía bắc của tỉnh, những nơi ít bị La Mã hóa hơn và vẫn còn hiện diện một số yếu tố German. Ranh giới ngôn ngữ bắt đầu hình thành trong khoảng thời gian giữa năm 700 dưới ảnh hưởng của người Merovingia và Carolingia và khoảng năm 1000 sau khi bắt đầu thời ký Phục hưng Các thành phố nói tiếng Pháp, cùng với Liège là một thành phố lớn nhất, đã xuất hiện dọc theo sông Meuse và các thành phố Gallia-La Mã như Tongeren, Maastricht và Aachen thì đã German hóa.

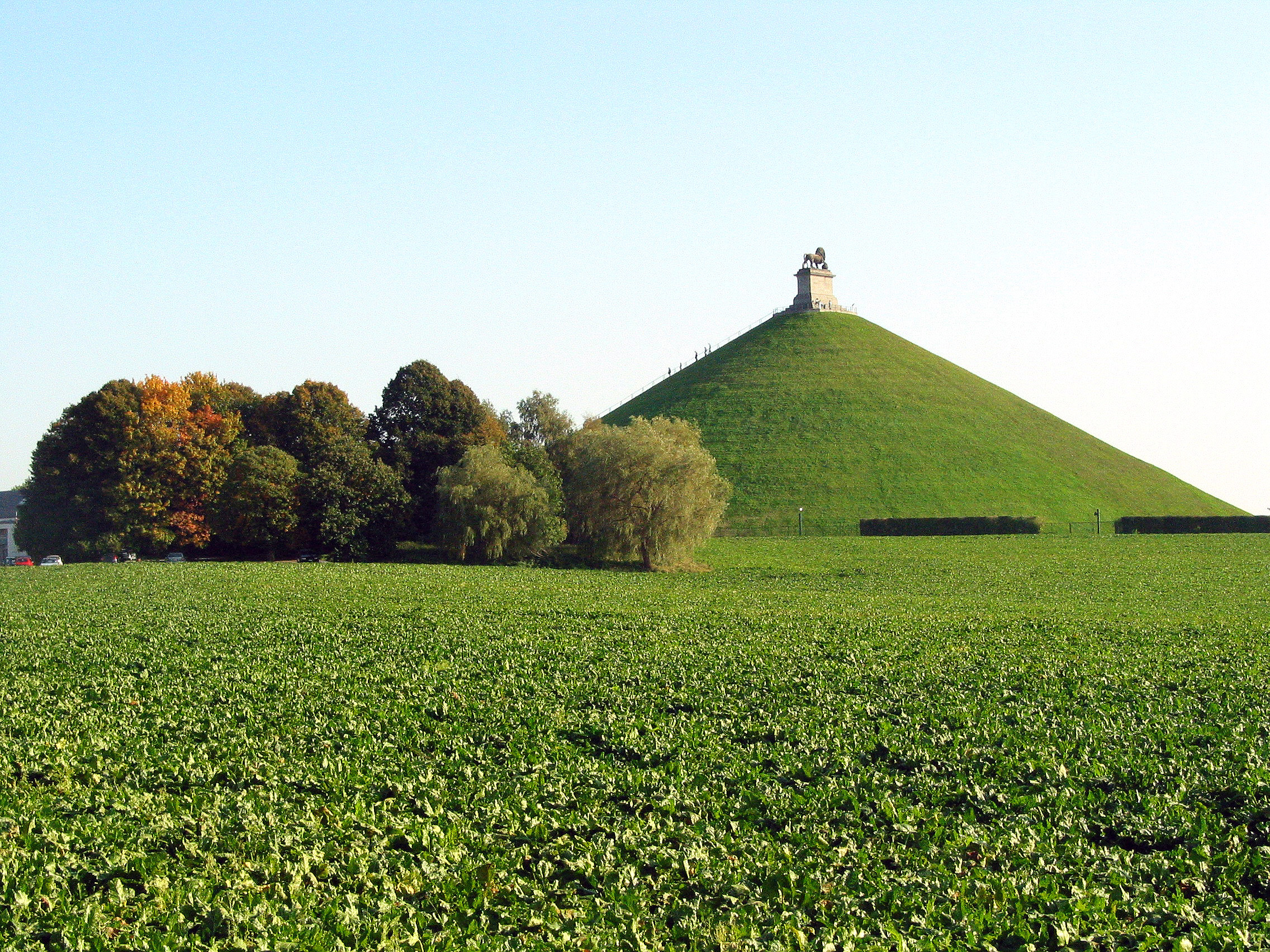
Đài tưởng niệm Đồi Sư tử trong Trận Waterloo, nay thộc Wallonie, Bỉ bị sáp nhập vào Hà Lan theo sau Chiến tranh Napoleon

Triều đại Carolingia đã hạ bệ người Merovingia vào thế kỷ thứ 8. Năm 843, Hiệp ước Verdun đã trao lãnh thổ Wallonie ngày nay cho Francia Trung cổ, và sau đó thuộc về Lotharingia. Với sự tan rã của Lotharinga vào năm 959, lãnh thổ Bỉ ngày nay trở thành một phần của Hạ Lotharinga, và tiếp tục bị tan rã thành các lãnh địa và công quốc cạnh tranh với nhau vào năm 1190. Tiếng Latinh cổ được dạy tại trường học, tuy nhiên sau đó đã bị thay thế bới tiếng Pháp cổ trong thế kỷ 13.
Vào thế kỷ 15, Công tước xứ Bourgogne đã nắm quyền kiểm soát Vùng đất Thấp. Cái chết của Charles I xứ Bourgogne vào năm 1477 đã bắt đầu thời kỳ kế vị, và Liégeois đã tận dụng sự thuận lợi này để thu hồi lại một số quyền tự trị của mình. Từ thế kỷ 16 đến 18, Vùng đất Thấp liên tục do triều đại Habsburg của Tây Ban Nha (đầu thế kỷ 16 cho đến 1713-1714) và sau đó là Áo (cho đến 1794) kiểm soát. Lãnh thổ này được mở rộng vào năm 1521-1522 khi Karl V của Đế quốc La Mã Thần thánh chiếm được vùng Tournai từ Pháp
Lãnh thổ Bỉ ngày nay bị Cộng hòa Pháp chế ngự trong Chiến tranh Cách mạng Pháp. Lãnh thổ bị sáp nhập vào Cộng hòa, và sau đó là một phần của Đế chế Napoleon. Sau trận Waterloo, Wallonie trở thành một phần của Vương quốc Hà Lan do Willem III của Hà Lan trị vì. Trận đánh Wallon là một phần của Cách mạng Bỉ năm 1830. Chính phủ Lâm thời Bỉ đã tuyên bố độc lập cho nước Bỉ và tổ chức bầu cử Quốc hội sau đó

### Cách mạng công nghiệp

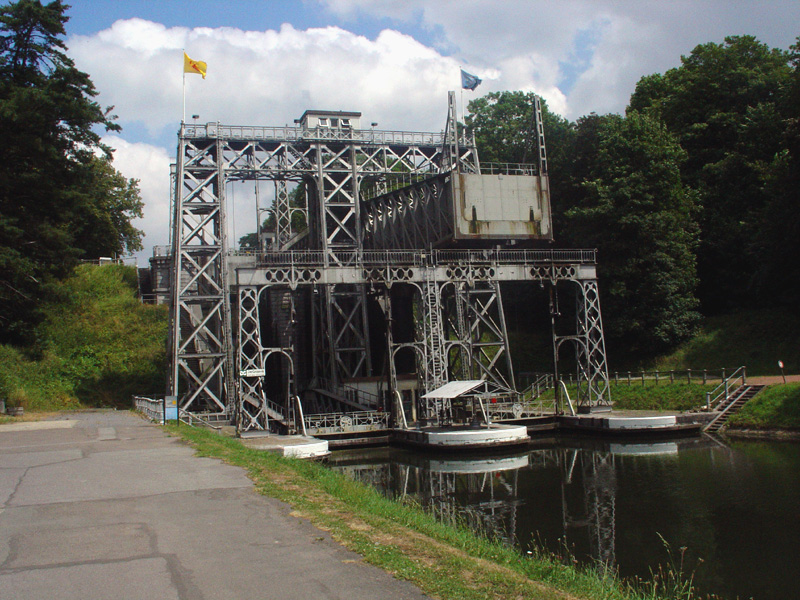
Thang nâng thuyền để đi qua kênh được sử dụng từ năm 1888, nay là một Di sản thế giới

Từ thế kỷ 19, khu vực đã tiến hành công nghiệp hóa, và Wallonie là khu vực hoàn thành công nghiệp hóa đầu tiên tại lục địa châu Âu. Điều này đã mang lại cho vùng một nền kinh tế cực kỳ thịnh vượng, tương phản với vùng Flander nghèo hơn và kết quả là một lượng lớn người nhập cư Flanders di cư đến Wallonie. Bỉ được phân chia thành hai cộng đồng khác nhau. Theo một phương diện, xã hội Flander được mô tả là có kinh tế tập trung vào nôn nghiệp, và trên phương diện còn lại, Wallonie là trung tâm của cách mạng công nghiệp tại châu Âu lục địa, và các phong trào tự do và xã hội cũng nhanh chóng nổi lên..
Lợi nhuận của công nghiệp nặng cũng như sự phồn vinh của Wallonie bắt đầu giảm từ nửa đầu thế kỷ 20, và trung tâm của các hoạt động công nghiệp dồn về vùng Flander ở phía bắc. Wallonie sau này đã bị Flanders vượt qua về phương diện phát triển kinh tế từ thập niên 1960, khi các sản phẩm công nghiệp ở vùng phía bắc của đất nước đuổi kịp Wallonie. Thua thiệt về thịnh vượng đã dẫn tới bất ổn xã hội, và Wallonie đã tìm kiếm quyền tự trị nhiều hơn để giải quyết các khó khăn kinh tế. Bị đánh động bởi Tổng Đình công Mùa đông 1960-1961, quy trình cái cách nhà nước Bỉ đã được tiến hành. Các cải cách này bắt đầu một phần với luật ngôn ngữ năm 1962-1963, trong đó định nghĩa bốn khu vực ngôn ngữ trong hiến pháp. Năm 1968, xung đột giữa các cộng đồng bùng nổ. Những người nói tiếng Pháp đã bị đuổi khói Trường Dòng Leuven với những tiếng la hò "Walen buiten! (‘’Người Walloon biến đi"). Điều này dẫn tới cái cách nhà nước tại Bỉ, với kết quả là thành lập Vùng Walloon và Cộng đồng nói tiếng Pháp với quyền tự trị đáng kể.

## Địa lý
Wallonie không giáp biển, diện tích của vùng là 16.844 km² hay 55% tổng diện tích nước Bỉ. Thung lũng Sambre và Meuse, từ Liège (70m) tới Chaleroi (120m) là một sông đào trên một đường đứt đoạn chi tách Trung Bỉ (cao 100- 200 mét) và Thượng Bỉ (cao 200-700 mét). Đường đứt đoạn này tương ứng với một phần của đương lao xuống phía nam của Khối Luân Đôn-Brabant muộn. Nơi này cùng với thung lũng Haine và Vesdre đã tạo thành "sillon industriel", trung tâm lịch sử của ngành công nghiệp khai thác than và luyện thép tại Bỉ, và cũng được gọi là ngành công nghiệp xương sống của Walloon.
Phía bắc của các thung lũng Sambre và Mếu nằm trên Cao nguyên Trung tâm Bỉ, với đặc trưng là ngành nôn nghiệp chuyên sâu. Phần lãnh thổ trên cao nguyên này về mặt truyền thống được chia thành vài khu vực: Walloon Brabant quanh Nivelles, Tây Hainaut (tiếng Pháp: Wallonie picarde) quanh Tournai, và Hesbaye quanh Waremme. Vùng đất phía nam có địa hình gồ ghề hơn và đặc trưng với các cánh đồng trải dài. Theo truyền thống, vùng được chia thành các khu vực Entre-Sambre-et-Meuse, Condroz, Fagne-Famenne, Ardennes và Land của Herve, cũng như Lorraine thuộc Bỉ xung quanh Arlon và Virton. Chia vùng thành Condroz, Famenne, Calestienne, Ardennes (gồm Thiérache), và Lorraine thuộc Bỉ (gồm cả Gaume) sẽ phản ánh tốt hơn về mặt địa thế. Điểm cực tây giáp với Pháp và điểm cực đông giáp với Eifel tại Đức qua một cao nguyên, điểm cao nhất nước Bỉ là Signal de Botrange (694 mét) nằm trên cao nguyên này.

## Hành chính
[[Tập tin:Walloni�Provincies.png|nhỏ|Các tỉnh tại Wallonie]]

Các tỉnh tại Wallonie

Về mặt hành chính, Wallonie gồm các tỉnh Brabant Wallon, Hainaut, Liège, Luxembourg và Namur, Các tỉnh tiếp tục được chia thành 20 địa hạt hành chính và 262 khu tự quản.
Các thành phố lớn của Wallonie:
- Charleroi (201.223)
- Liège (191.276)
- Namur (107.173)
- Mons (91.142)
- La Louvière (77.213)
- Tournai (67.500)
- Seraing (60.741)
- Verviers (53.570)
- Mouscron (52.822)
- Herstal (37.300)
- Braine-l'Alleud (37.196)
- Châtelet (35.627)

## Kinh tế

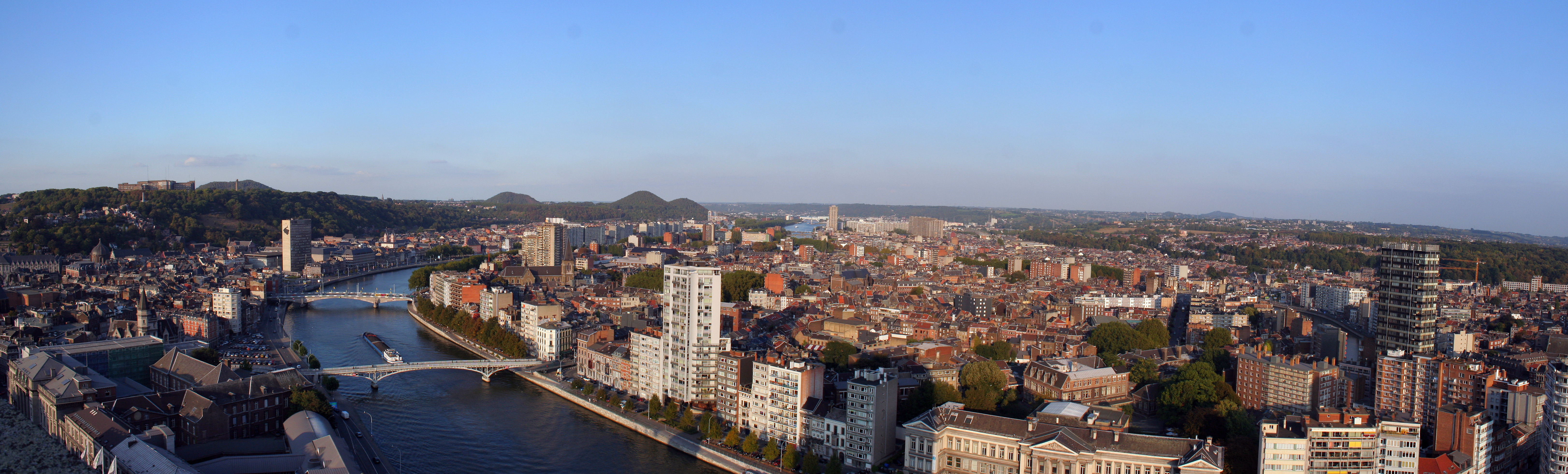
Toàn cảnh Liège hai bờ sông Meuse

Wallonie khá giàu tài nguyên quặng sát và than đá, các nguồn tài nguyên trên và các ngành công nghiệp liên quan từng đóng một vai trò quan trọng trong lịch sử của khu vực. Trong thời cổ, câc tung lũng Sambre và Meuse là những vùng công nghiệp quan trọng của Đế quốc La Mã. Trong thời Trung cổ, Wallonie đã trở thành một trung của ngành đúc đồng thau và đồng thiếc với Huy, Dinant và Chimay là các khu vực chính. Trong thế kỷ 12 và 13, ngàng luyện gang tại Liège đã phát triển với một phương pháp luyện quặng sắt bằng lò hơi, gọi là Phương pháp Wallonie. Cũng có một số mỏ than xung quanh Charleroi và Borinage trong thời kỳ này. Nhưng chúng có trữ lượng quá nhỏ và chủ yếu được dùng để làm nhiên liệu trong các ngành công nghiệp khác nhau như ngnahf công nghiệp thủy tinh vốn nhảy vọt về độ phát triển tại bồn địa Charleroi từ thế kỷ 12.

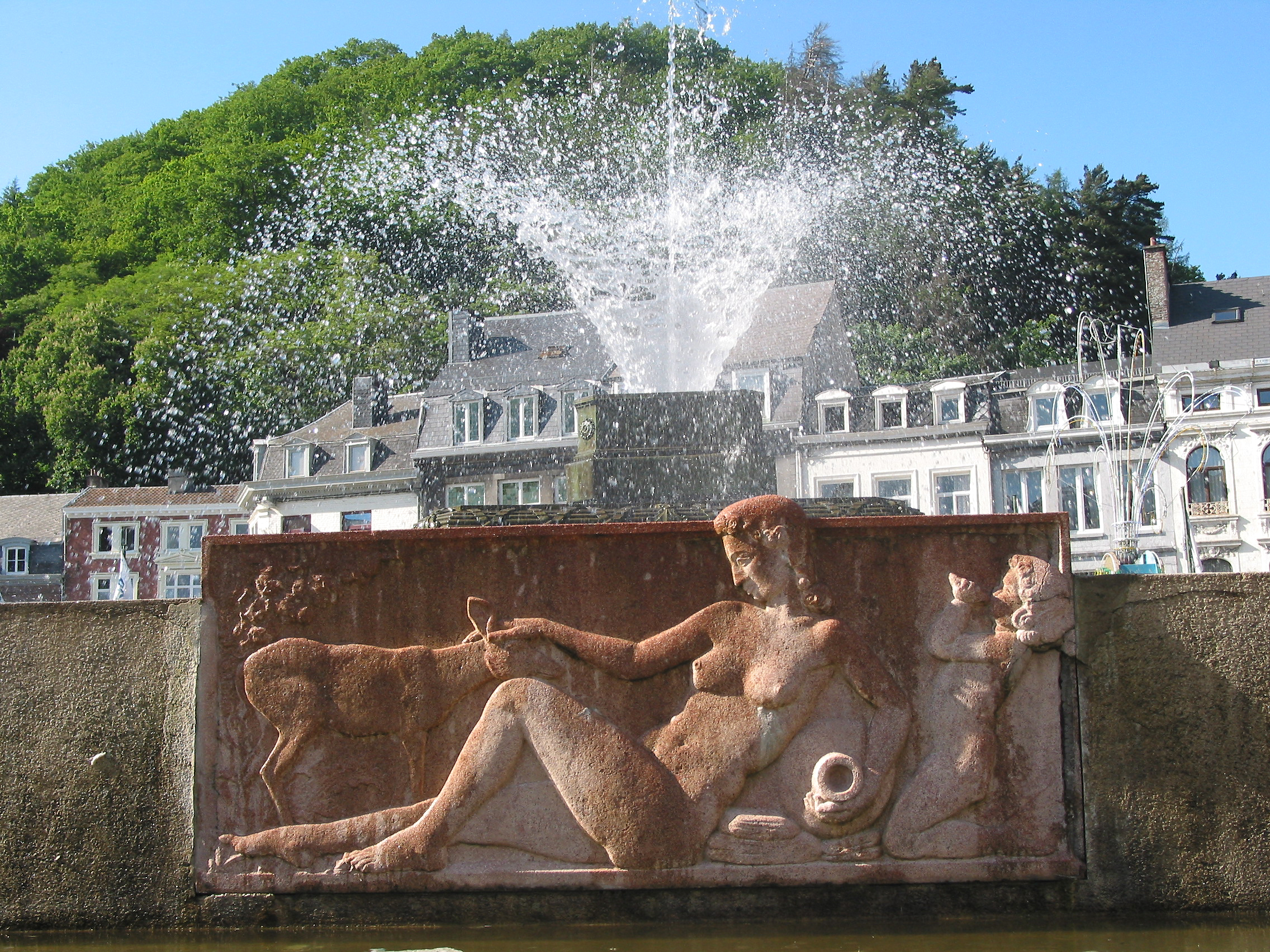
Từ Spa xuất phát từ các suối nước nóng dùng để chữa bệnh tại thị trấn Spa tại Ardennes, Du lịch là một ngành kinh tế quan trọng tại Wallonie

Trong thế kỷ 19, khu vực bắt đầu công nghiệp hóa và từng là có sức mạnh công nghiệp lớn thứ hai trên thế giới so với dân số và diện tích của vùng, chỉ sau Anh Quốc. Trung tâm công nghiệp duy nhất tại Bỉ bên ngoài các mỏ than và lò hơi ở Wallonie là thị trấn lịch sử sản xuất đồ may mặc Ghent.
Hai cuộc Chiến tranh thế giới đã hạn chế Wallonie tiếp tục phát triển. Sau thập niên 1950, mọi thứ trở nên thay đổi đột ngột. Các nàh máy tại Wallonie đã trở nên lạc hậu, than đá đã cạn kiệt và tiền từ chiết than liên tục tăng. Điều này đã chấm dứt một thời kỳ thịnh vượng và Walonie bắt đầu nỗ lực để định nghĩa lại mình. Việc phục hồi phát triển kinh tế được đặt ở mức cao trong các chương trình nghị sự và chính phủ đang khuyến khích phát triển công nghiệp, đáng chú ý là kỹ thuật hầm lò và các khu kinh doanh. Kinh tế đang được cải thiện. Nhưng Wallonie vẫn chưa sánh ngang với Flander và vẫn phải trải qua nhiều khó khăn.
Kinh tế Wallonie hiện nay tương đối đa dạng, mặc dù một vài khu vực nào đó (đặc biệt là quang Charleroi và Liège) vẫn chịu nhiều hậu quả từ cuộc khủng hoảng công nghiệp thép, với một tỷ lệ thất nghiệp cao lên tới 30% tại một số khu vực. Dù sao, Wallonie cũng có một số công ty vào tầm đứng đầu thế giới, như sản xuất thủy tinh, đá vôi và tôi vôi, máy gia tốc và thiết bị hàng không. Miền nam Wallonie, gần biên giới với Luxembourg nhận được lợi ích từ sự phông vinh kinh tế của đất nước láng giềng, vì nhiều người Bỉ thường sang làm việc ở bên kia biên giới, họ thường được gọi theo tiếng Pháp là frontaliers. Khu vực Ardennes ở phía nam sông Meuse là một địa điểm du lịch nổi tiếng với cảnh đẹp tự nhiên và những môn thế thao ngoài trời, thêm vào đó là các di sản văn hóa của khu vực như các địa điểm tại Bastogne, Dinant, Durbuy và các suối nước nóng nổi tiếng tại Spa.

## Chính trị

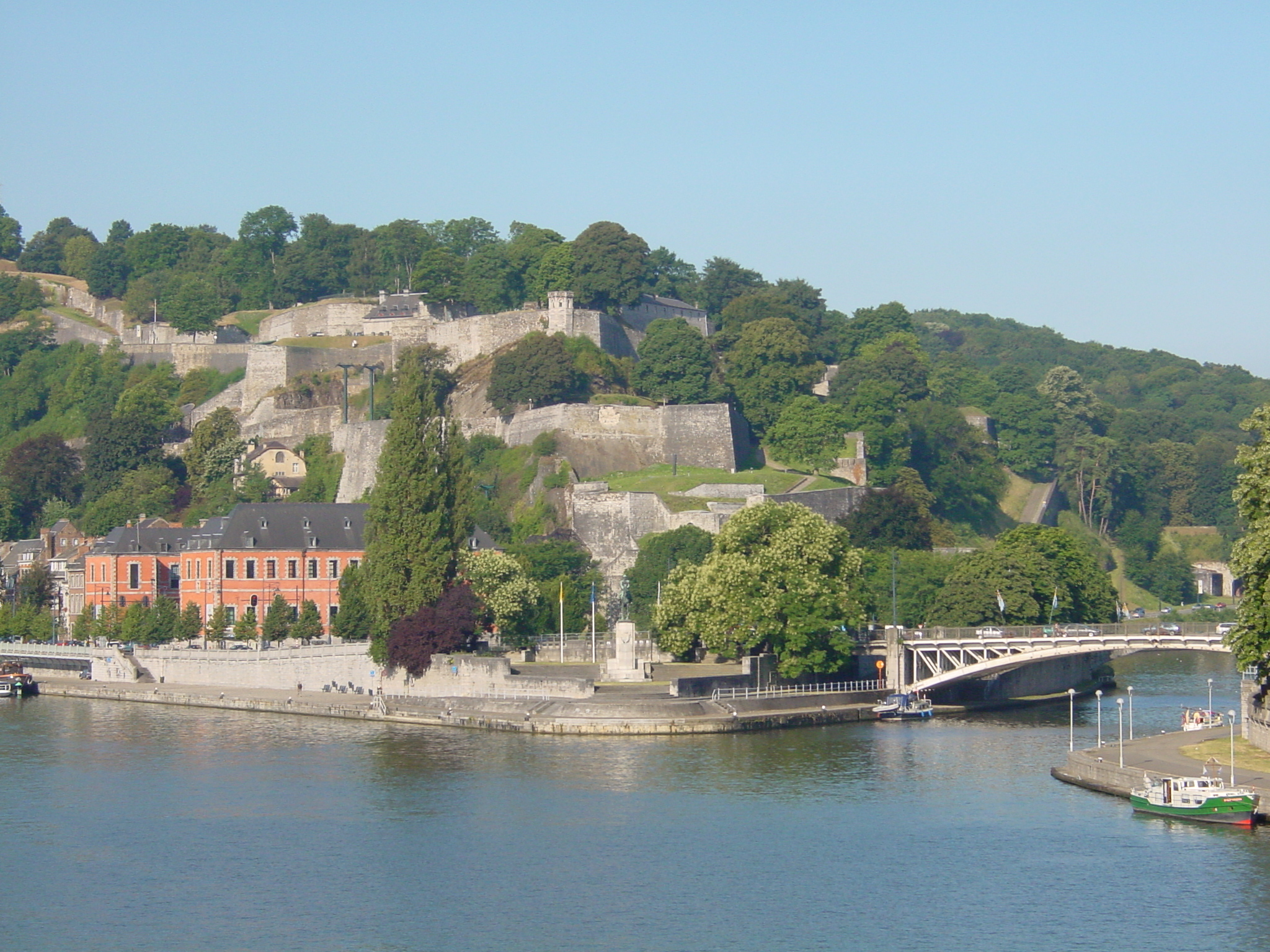
Nghị viện Wallonie tại Namur, ở vị trí mang đầy tính biểu tượng là hợp lưu giữa sông Meuse và Sambre

Wallonie có quyền hạn của mình và không liên quan với các Cộng đồng hay Vùng khác (ngoại trừ Cộng đồng Wallonie-Bruxelles nhưng không thuộc khuôn khổ của Hiến pháp Bỉ mà chỉ dựa trên thỏa thuận giữa Vùng Wallonie và Cộng đồng nói tiếng Pháp tại thủ đô). Cùng với các thực thể liên bang khác của Bỉ, vùng được quyền theo đuổi các chính sách đối ngoại riêng bao gồm ký kết các hiệp ước. Nhà nước Bỉ không thể tham gia ký kết các Hiệp ước quốc tế mà không có sự đồng ý của Nghị viện Wallon. Không có một hệ thống cấp bậc pháp lý trong cấu trúc của hệ thống liên bang tại Bỉ và không có hệ thống cấp bậc giữa liên bang và quyền lực vùng. Vì lý do này, Bỉ mạng diện mạo của một liên minh.
Nghị viện Wallonie với quyền bầu trực tiếp được thành lập từ tháng 6 năm 1995, thay thế cho "Conseil régional walloom" (Hội đồng Vùng Wallonie). Hội đồng được thánh lập ngày 15 tháng 10 năm 1980 và bao gồm các thành viên từ Viện Đại biểu Nhân dân Bỉ và Thượng viện Bỉ được bầu tại Wallonie.
Từ ngày 23 tháng 4 năm 1993, Bỉ trở thành một nhà nước liên bang với các Vùng và Cộng đồng. Wallonie có nghị viện (một viện với 75 thành viên với nhiệm kỳ 5 năm thông qua bầu cử phổ thông) và một chính quyền chịu trách nhiệm trước nghị viện. Thành phssn của nghị viện trong nhiệm kỳ 2009-2014 như sau:
- Parti Socialiste (Đảng Xã hội Bỉ PS): 29 ghế
- Mouvement Réformateur (Phong trào Cải cách, trung tả MR): 19 ghế
- Ecolo (Đảng xanh): 14 ghế
- Centre Démorcrate Humaniste (Đảng Dân chủ Nhân văn, trung dung; nguyên là Đảng Thiên chúa giáo:CDh): 13 ghế

Nhiệm kỳ này không có ghế của "Mặt trận Quốc gia" (được coi là đảng dân tộc chủ nghĩa hay phát xít) trong Nghị viện Vùng Wallonie. Chính quyền Wallonie được lựa chọn bởi lực lượng chính trị chính tại Nghị viện. Số thành viên chính phủ là 9 người cùng Thủ tướng. Mỗi thành viên được gọi là Bộ trưởng Wallonie
Người đứng đầu chính phủ, được gọi là Chủ tịch Bộ trưởng, hiện là Rudy Demotte, thành viên Đảng Xã hội Bỉ (PS).

## Ngôn ngữ

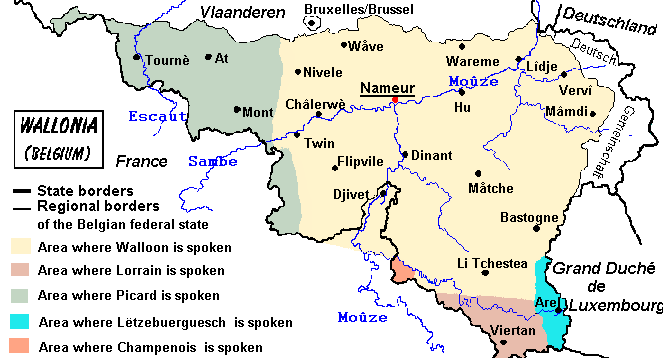
Bản đồ ngôn ngữ tại Wallonie. Lưu ý hiện nay tiến Pháp là ngôn ngữ chủ yếu tại tất cả các khu vực

Tiếng Pháp là ngôn ngữ chủ yếu tại Wallonie. Tiếng Đức được sử dụng tại Cộng đồng nói tiếng Đức thuộc Bỉ ở phía đông. Tiếng Pháp-Bỉ khá tương đồng với tiếng Pháp-Pháp, với một vài khác biệt trong từ vựng. Điều dễ nhận thấy là khu vực còn lưu giữ giọng Walloon cổ, nổi bật là giọng tại Liège và các vùng xung quanh.Các vùng khác của Wallonia cũng có giọng đặc trưng, thường là có quan hệ với các ngôn ngữ trước đây trong vùng.
Về mặt truyền thống, Wallonie cũng từng sử dụng một ngôn ngữ Roman địa phương, tất cả đều thuộc nhóm langues d’oïl. Wallonie gồm hầu hết tất cả những khu vực từng nói tiếng Walloon, vùng nói tiếng Picard tương ứng với phần lớn tỉnh Hainaut, Gaume (một quận của Virton) với tiếng Lorrain một vùng nói tiếng Campenois. Các ngôn ngữ địa phương của Wallonie quan trọng hơn tại Pháp, và chúng được chính quyền công nhận. Với việc phát triển giáo dục bằng tiếng Pháp, việc sử dụng các phương ngữ hay ngôn ngữ này liên tục suy giảm.

## Giao thông

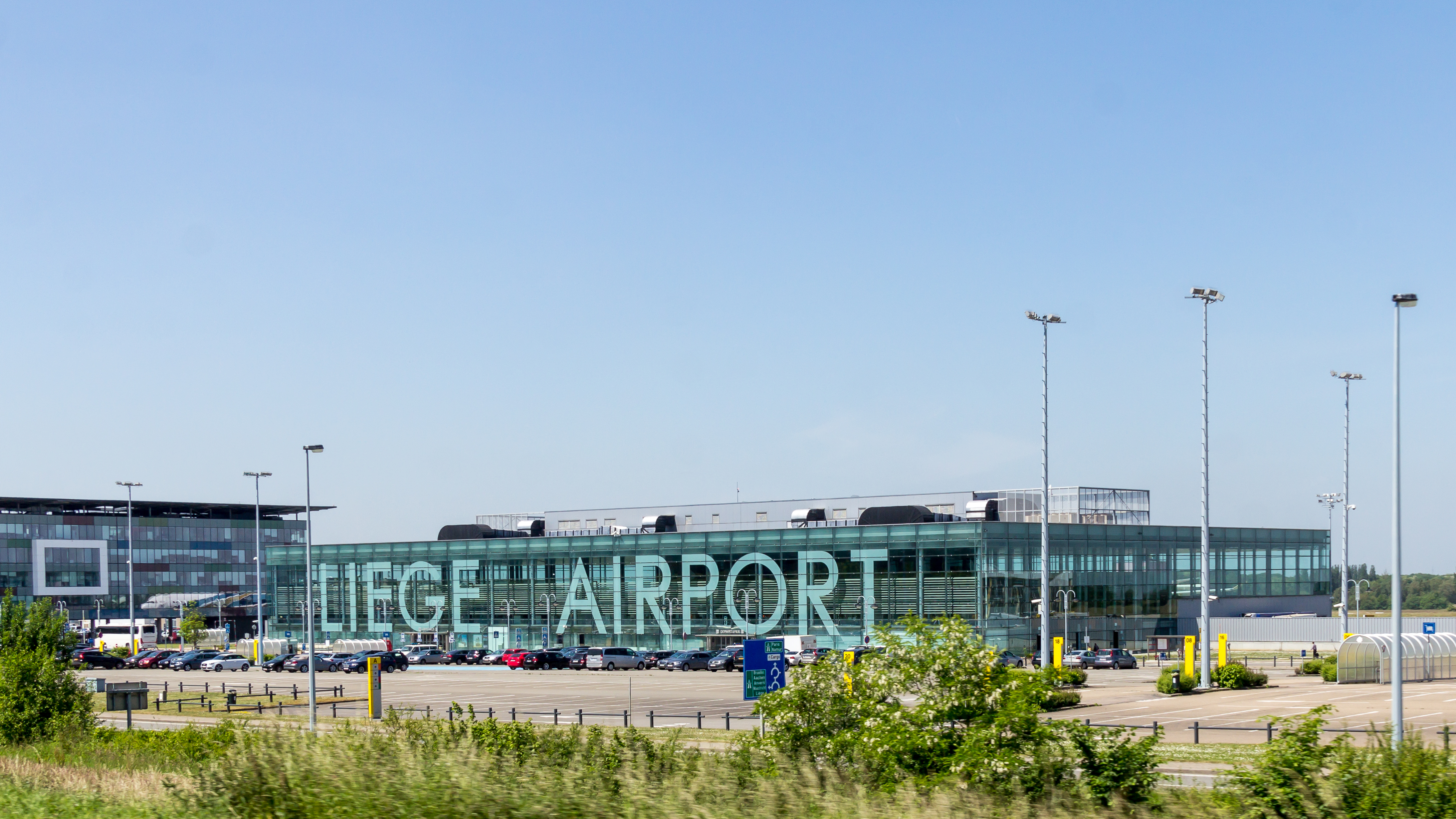
Sân bay Liège

### Hàng không
Hai thành phố lớn nhất tại Wallonie đều có sân bay riêng. Sân bay Nam Charleroi Bruxelles là cảng hàng không quan trọng, đặc biệt là đối với các công ty hàng không giá rẻ như Ryanair hay Wizzair. Sân bay này phục vụ như một sân bay giá rẻ thay thế cho Sân bay Bruxelles và đã đón 3 triệu hành khách trong năm 2008, và gần 4 triệu vào anwm 2009. Sân bay Liège chuyên dụng để vận chuyển hành khách, mặc dù cũng hoạt động ngành cho thuễ máy bay du lịch. Ngày nay, Liège là sân bay dứng thứ 8 châu Âu vè vận chuyển hàng hóa và dự tính sẽ đứng thứ 5 trong những năm tới.

### Đường bộ và đường sắt

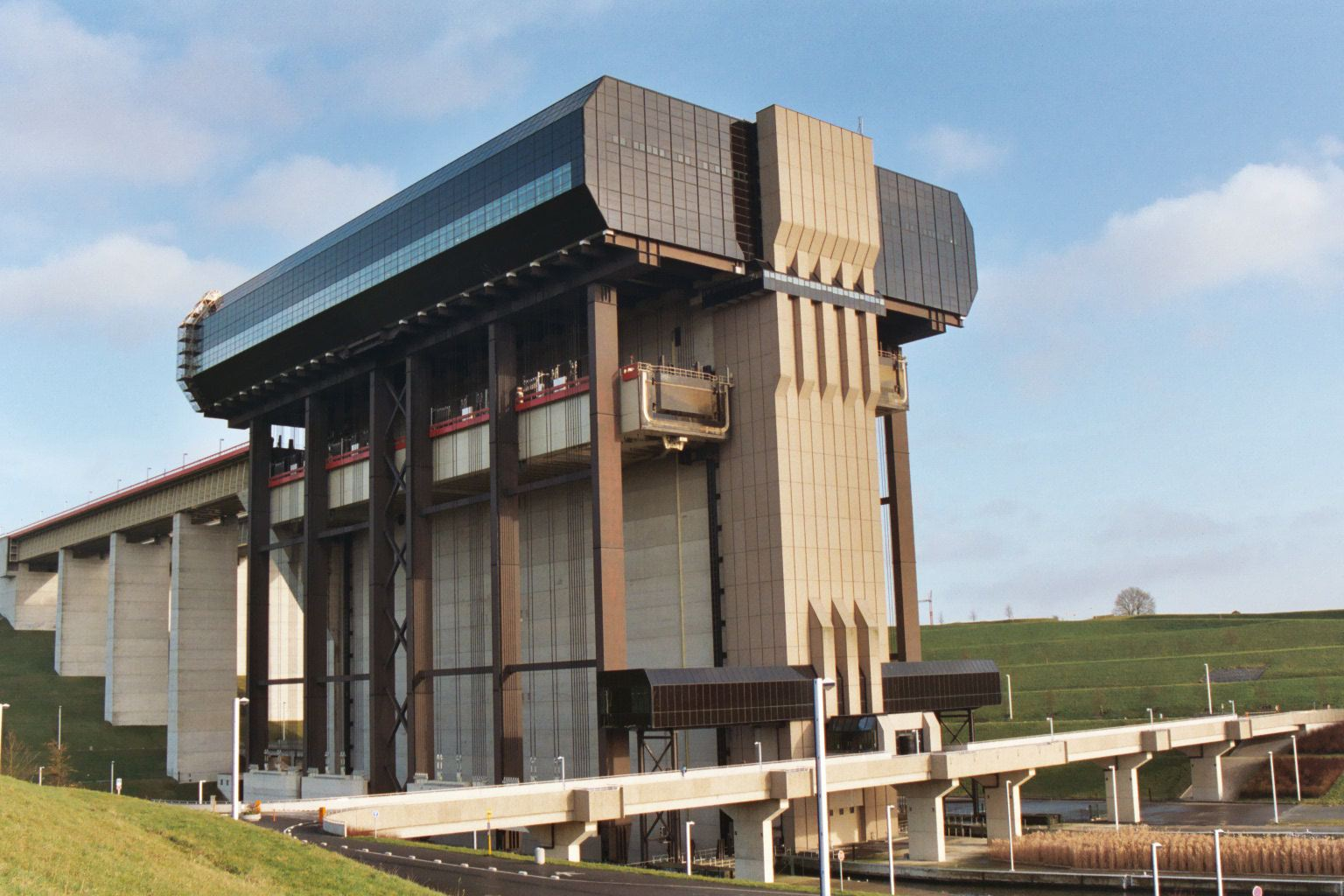
Phía hạ nguồn thang nâng tàu Strépy-Thieu

TEC là hệ thống giao thông công cộng toàn Wallonie, hoạt động xe buýt và xe điện. Charleroi là thành phố duy nhất tại Wallonie có hệ thống tàu điện ngầm, Charleroi Pre-metro.
Wallonie có một mạng lưới tàu hỏa trải dài và khá phát triển, do Công ty Tàu hỏa Quốc gia Bỉ, SNCB quản lý. Một số xa lộ tại Wallonie kết nối vào mạng lưới Xa lộ Liên châu Âu do Liên minh châu Âu khởi xướng.

### Đường thủy
Với lượng hàng hóa trên 20 triệu tấn và 20 kilomet chiều dài các bến cảng, cảng phức hợp Liège (PAL) là cảng nội địa lớn thứ 3 tại châu Âu. Cảng quản lý 31 cảng thành viên dọc theo sông Meuse và kênh Albert. Tàu bè có thể đi từ các cảng ra biển quan các luồng lạch khắp nước Bỉ, chẳng hạn như tới Antwerp hay sang Rotterdam và Dunkirk ở Hà Lan.
Ở phía tây của Wallonie, tại tỉnh Hainaut, có thang nâng tàu Strépy-Thieu, cho phép tàu trên 1350 tấn theo tiêu chuẩn mới có thể đi quan giữa các đường sông Meuse và Scheldt.